# 久冨鉄太郎
久冨 鉄太郎（ひさとみ てつたろう）は、日本の柔術家である。明治時代に警視庁柔術師範となり警視流拳法の制定に携わった。

## 経歴

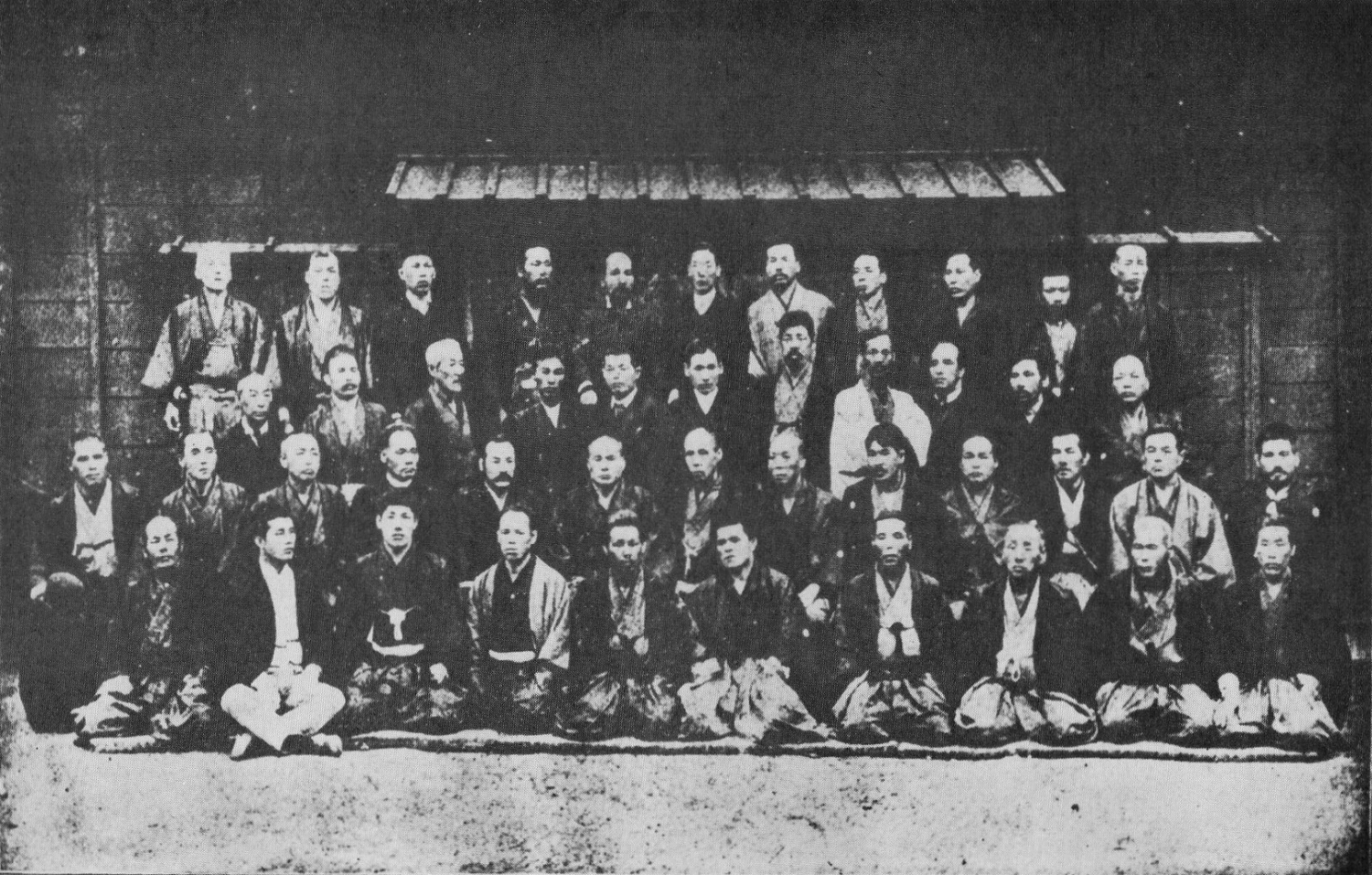
1888年（明治21年）ごろの警視庁武術世話掛
一列右から三人目が久富鉄太郎

久冨は久留米藩の人である。幼年より七世渋川伴五郎に従い渋川流柔術を27年ほど学ぶ。安政元年（1854年）に自家を飛び出し各流の師範を訪ねて乱捕の技を試みた。
明治維新以降は七年間柔術を放棄し公務に従事していたが、柔術が廃れることを憂いて明治9年10月（1876年）に上京し東京市内の柔術の状況を調べたがどこも柔術教場が絶えており行われていなかった。明治12年（1879年）に警視庁で柔術を教え始め、明治14年（1881年）の七世渋川伴五郎の後室の協力を得て四谷区南伊賀町一番地に渋川流の教場を設け渋川流を教えた。これに合わせて東京市にいた旧柔術師範を訪問し柔術再興を促した。
徐々に柔術が再興され各流派の師範が警察署で教え始めたが流派により教える形が異なっていたため、1883年（明治16年）警視庁各員の講習を一定させるために警視流拳法の図解を編集し配布した。警視流は警官が職務上悪漢に対する司法権の一助として各流派の形手12を編集したものである。

久富は警視庁柔術世話係の初代であり、横山作次郎（講道館柔道）と中村半助（良移心当流）の試合や山下義韶（講道館柔道）と田辺又右衛門（不遷流）などの審判を行った。

## 乱取
諸国を廻り各流派を訪ねて、当時乱取で有名だった楊心流の戸塚彦助や天神真楊流の磯又右衛門から教えを受けている。
渋川流を27年ほど学んだ後、安政元年（1854年）から各流派の師範を訪ねて乱捕の教えを受けた。
江戸時代の乱取は各流派で名称が異なっており乱取、勝負合、最鍛意、アガキ、試合、組、合のこり、捕合ひ等々多数の名称が用いられていた。師の渋川伴五郎からは「ヤタラに試るな、もし達て乱取を乞われたらモー死ぬといふ覚悟をしてから試れ」と言われていた。
朽木藩柔術師範を務めていた起倒流の直村榮左衛門を訪ねた際、教えることは渋川流と違うが乱捕試合は大同小異であった。
ここで説諭を親切に受けたが血気盛んだった久富は徹せず、さらに各流を回りまわって沼津藩柔術師範で楊心流の戸塚彦助を訪ね入門して乱捕の教えを受けた。戸塚彦介の他流門人への指導方針は「流派は構わない。下地は出来ているから着色し、これまでに習ってきたことを変えてはならない。この教えたことを忘れるな。」というものであった。戸塚彦助が教えるのは専ら投手（投げ技）であり、「徹頭徹尾呼吸が盡るまで講修すれば自然名人上手になれる。」と教えられた。江戸時代でも明治時代でも乱捕では戸塚彦介より上の人はないと久富は評していた。
戸塚彦介の門人である藍沢勝之が著した『練体五形法』には久富は戸塚派の随身であり日々来習していたと書かれている。
さらに江戸の天神真楊流の開祖の磯又右衛門を訪ねた。この磯又右衛門からは「衣紋を〆め、手足の逆を取り、体を固め呼吸が盡る所まで試って始めて試合の勝負を分かつ。」と教わった。
安政6年4月19日（1859年）に久留米藩の良移心頭流、下坂五郎兵衛の門人として天神真楊流門人二人と試合をしており、山田音之丞に負けているが八木貞之助に勝利している。また、安政6年4月19日には他の門人が天神真楊流に敗れる中、持田千代吉とは息切れで引き分け、山本次郎とも息切れで引き分けとなっている。
長谷五郎の天神真楊流聞き書きで、久冨が警視庁在職中に天神真楊流の磯道場に試合に行った話が記されている。久冨が磯道場に試合に行ったところ、14,5人ほどの門人を見回した磯が市川大八（天神真楊流免許）を指名した。市川大八は5尺2,3寸（157～160cm）の平凡な男であったので内心呑んでかかった。当時の久冨は5尺8寸（175cm）体重26貫（97.5kg）であり市川と比べて優れた体格であると自負していた。
礼をして立ち上がるや市川に押され道場の三角に押し付けられ咽喉を締められた。壁の三角であったため足の自由が利かず、両手で突き放そうとして突っ張るほど咽喉が締まり気が遠くなって活を入れられた。しばらく呆然としたが、もう一本願いますと言い今度は押されることを用心して掛かった。礼をして立ち上がるや、睾丸を膝で突かれ痛みで「ハッ」として腰が曲がったところを立ったまま咽喉を締められ、振っても突いても放れないので市川を抱き上げ下に強く打ち倒したが、その時既に気が遠くなり絞め落とされ活を入れられた。すぐに立ち上がれず道場に座って考えたが、あまりの残念さに「もう一本お願いします。」と言ったところ磯が笑って「もうおやめになったらいいでしょう。」と言われ残念であったがすごすご退出した。
久冨は天神真楊流の締には驚いた、本当に凄いものであったと後に長谷に話したとされる。

### 久富の乱捕に対する考え
天神真楊流の井口松之助が著した『柔術生理書』に久富鉄太郎の格言が記されている。久富によると「柔術は形を旨とする。乱捕は柔術の崩れた所より起こるものであるが故にこれは力ばかりでも勝つことがある。しかしながら身体の虚弱なものも形の術に上達すれば必ず剛力に勝つことを得るのは柔術の術であるので常々乱捕よりも形を専務にすることを旨とする。」として乱捕より形を重視する考えを持っていた。

### 久冨鉄太郎の乱取技
久冨が明治時代に教授していた乱取である。久富が柔術40年の経験から編成した乱取技であり、投手・占（絞技）・固・手足順逆捕（関節技）で56の技がある。居取、行逢は相手と組む前の心得、五体勢は乱捕における五種類の組み方である。投手は機會投、腰投、捨身投の三種に分類していた。
居取、行逢
五体勢
方、三角、斜、平身、円
投手
機會投
足ノ拂、後之先、引落、向拂、つま懸、内股、裏、膝捌、夢想投、背揚落、衣カツギ、一文字（寝込）、スクイ足、裏挟之投
腰投
上手腰、下手腰、負腰、拂腰、割腰、腰ノ反シ、貫抜腰、裏腰
捨身投
四手投、海老投、左右朋投、背負投、上下腕巻込ミ、廻リ投、踏反シ、尺反シ、貫抜返シ、逆捨身
エモン占、胴占
左右ノ絞リ、十文字、突込み、捻リ反シ、背口違イ取、裡占、羽骸占、胴占
固メ
袈裟固メ、貫抜固メ、タスキ固メ、四方固メ、乗馬固メ、踏流シ、割固メ、海老固メ
手足順逆捕
巻込ミ、貫抜、腕搦ミ、袖カラミ、小手反シ、手首折、足搦ミ

### 勝負の分け方
久富鉄太郎が著した『拳法図解』に乱捕のルールが記されている。
立合は一間以外、居取は一間以内に離れて礼をする。立合は行きかかり、居取はそのままで機を見て変に応じて自由に動く。
勝負の分け方は下記の五ヶ条あった。
1. 勢気の尽きたとき
2. 体を固めたとき
3. 場の広狭により二間以上（約3.64m）押し切ったとき
4. 呼吸を止めたとき
5. 縁を離れ投げ棄てたとき
（ただしこの一項は見証の注意を要する）

### 乱取の種類
久富鉄太郎の乱取には二種類あり、一定のルールを定め機を見て変に応じ自由に動く試合形式の乱取と形の変化としての乱取があった。形は正則であり乱取は変則としている。形の変化としての乱取は形の敵手となるものが見込みをもって仕手の機を計り随意の所作を行い、仕手は直ちにこれに応じて自由に取り合うというものであった。